# 川戸の森
川戸の森（かわどのもり）は千葉市中央区川戸町の市民緑地。

## 概要
川戸市民の森（市民の森）として1984年（昭和59年）9月1日に設置された後、2016年（平成28年）4月1日に川戸の森（市民緑地）に移行した。
都市緑地法の市民緑地契約制度に基づき、千葉市が民有地を借り受け、地域住民や団体などが管理している。
2023年（令和5年）5月時点で約1万4千平方メートルの面積があったが、同年2月に約9割に当たる1万3000平方メートルを持つ地権者が5月末での土地提供契約の解除を申し出たことから、同年6月以降は他の地権者が所有する1200平方メートルで緑地を存続することになった。面積が大幅に減少することから「事実上の廃止」と報じられた。
2024年（令和6年）2月29日、土地を取得した拓匠開発が一部地域を千葉市に寄付する覚書を市と交わし、市では緑地として保全していく方針となった。

## 施設
2020年9月11日現在
- 住所：千葉市中央区川戸町412-1の一部他[5]
- 面積：14,313平方メートル[5]
- 指定：2016年（平成28年）4月1日[5]